# 크리스티안 키부
크리스티안 키부(루마니아어: Cristian Eugen Chivu, 1980년 10월 26일, 루마니아 레싯샤 ~ )는 루마니아의 전 축구 선수다. 그는 드리블과 패스, 예측능력이 뛰어난 수비수였다. 
페트르 체흐와 함께 경기 중 헤드기어를 착용했던 선수로 유명하다. 머리뼈에 큰 부상을 입고 복귀한 후 2010년 즈음부터 계속해서 착용했다.

## 수상 경력

### 클럽
아약스
- 에레디비시에 (1): 2001–02
- KNVB 컵 (1): 2001–02
- 요한 크루이프 실드 컵 (1): 2002

 로마
- 코파 이탈리아 (1): 2006–07

 인테르나치오날레
- 세리에 A (3): 2007–08, 2008–09, 2009–10
- 코파 이탈리아 (2): 2009–10, 2010–11
- 수페르코파 이탈리아나 (2): 2008, 2010
- UEFA 챔피언스 리그 (1): 2009–10
- FIFA 클럽 월드컵 (1): 2010

### 개인
- 네덜란드 골든 슈: 2002
- 루마니아 올해의 축구 선수: 2002, 2009, 2010
- UEFA 올해의 팀: 2002
- 마르코 판 바스턴 상: 2000

## 클럽 경력
그가 프로 선수 생활을 시작한 클럽은 그의 고향팀 CSM 레시차로, 후에 우니베르시타테아 크라이오바로 이적하였고, 그의 빛을 발하는 실력 덕분에 여러 빅 클럽들의 관심을 받게 되었다.
그는 자신에게 관심을 가진 여러 클럽들 중 네덜란드의 AFC 아약스를 택해, 아약스에서 그는 자신의 실력을 더욱 향상시켜 신뢰받는 풀백이 되었다. 당시 아약스의 감독이었던 로날트 쿠만은 키부를 아약스의 주장으로 임명하였고, 주장이 된 키부는 아약스의 어린 선수들을 이끌게 되었다.
그는 2002-03 챔피언스리그에서 자신과 팀 동료들의 활약으로, 아약스가 챔피언스리그 8강에 진출하는 것을 경험하였는데, 지금은 레알 마드리드 소속이였던 라파얼 판 데르 파르트와 현재 파리 생제르맹 소속인 즐라탄 이브라히모비치, 미들즈브러의 호삼 미도, 그리고 안디 판 데르 메이더가 그와 함께 아약스의 챔피언스리그 8강 진출을 이끌었던 선수들이다.
이후 2002-03 챔피언스리그에서 키부가 활약하는 모습을 주의 깊게 지켜본 이탈리아의 축구 클럽 AS 로마는 키부에게 많은 관심을 보였고, 그들은 엄청난 빚이 있었지만 키부의 재능을 확신해 그를 18만 유로에 영입했다.
2007년 8월, AS 로마를 떠나 1,600만 유로의 이적료를 기록하며 FC 인테르나치오날레 밀라노로 이적하였다.
그리고 인테르에서 트레블을 기록하는 등 뛰어난 모습을 보여주었으나 2012년 이후로 부상으로 제대로 된 경기력을 보여주지 못 했고 결국 2014년 3월 구단과 상호 합의하에 계약을 해지하였다. 그리고 그 부상을 이유로 은퇴를 선언했다.

## 국가대표팀 경력
키부는 루마니아 축구 국가대표팀에서 국제 경기 75경기 출장에 3골을 기록했다. 비록 조국 루마니아가 월드컵에 출전하지는 못 했지만 그는 두 번의 유로 대회에 등장할 수 있었다. 유로 2000에서 조별 예선 잉글랜드 전에서 1골을 기록하며 8강행을 이끌었고 8년 뒤인 유로 2008에서는 주장으로 출전하였다.

## 사생활
키부는 그의 모국어인 루마니아어처럼 이탈리아어, 네덜란드어, 영어, 스페인어를 구사한다.
또 최근 토크 쇼에 출연한 루마니아 대표팀 감독인 빅토르 피추르커는 키부와 그의 친구인 보그단 로본츠는 프로 축구 선수임에도 아직 담배를 끊지 못했다고 말한 바 있다.